# Johann Michael Ackner
Johann Michael Ackner, né le 25 janvier 1782 et mort le 12 août 1862, est un archéologue et un naturaliste de Transylvanie, dans l'empire d'Autriche.

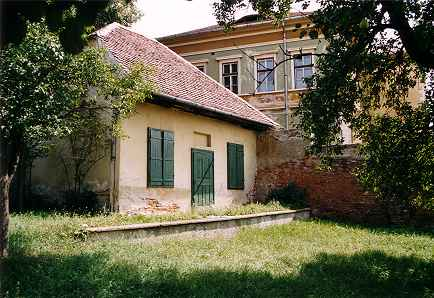
Le cabinet d'Ackner à Hammersdorf

## Biographie
Johann Michael Ackner fait partie des Saxons de Transylvanie (en allemand : Siebenbürger Sachsen), une population d'origine germanique dont les ancêtres se sont installés en Transylvanie au Moyen Âge ; lors de la Réforme protestante, un certain nombre s'est converti au luthéranisme. Il est né à Schäßburg (Sighisoara), une ville de la province des Habsbourg en Transylvanie (aujourd'hui en Roumanie), où  son père est pasteur protestant.
Il étudie d'abord au collège de sa ville natale, puis étudie ensuite la philosophie au collège réformé de Hermannstadt et en 1805 à Wittenberg. Cependant, ses études sont interrompues par l'occupation de Wittenberg par les troupes françaises en 1806. Ackner poursuit ses études en théologie, histoire, sciences naturelles et philologie à l'université de Göttingen où il suit entre autres les cours de Christian Gottlob Heyne, Johann Friedrich Blumenbach, Johann Beckmann et Arnold Hermann Ludwig Heeren.
Après avoir terminé ses études universitaires, il parcourt à pied une grande partie de l'Allemagne, la France, l'Italie et la Suisse. Après son retour en Transylvanie, il travaille pendant 13 ans comme professeur de philologie et d'archéologie au collège de Hermannstadt. En 1821, la communauté protestante de Hermannstadt l'élit pasteur, ce qui lui donne le temps de poursuivre ses travaux scientifiques.
Il voyage à plusieurs reprises entre 1832 et 1847 dans les régions de l'ancienne Dacie (actuelles Roumanie, Moldavie et régions adjacentes), ainsi que sur les sites de découvertes  de minéralogie et de pétrification en Transylvanie. À la suite de ces voyages, il publie une série de traités archéologiques et d'histoire naturelle ; il rassemble une collection d'antiquités, d'inscriptions et de pièces de monnaie romaines, ainsi que de pétrifications et de minéraux. Il l'ouvre régulièrement à des visiteurs de cercles et sociétés scientifiques.
En 1856, il commence des fouilles archéologiques dans l'ancienne ville dacienne de Cumidava (Râșnov en Transylvanie roumaine), où les Romains ont construit un castrum après la conquête de la Dacie, afin de protéger le passage à travers les Carpates.
En 1851, il est élu membre de l'Académie léopoldine à Halle en Saxe ; son travail scientifique lui vaut de recevoir la Croix du Mérite civil (Zivil-Verdienstkreuz) et en 1858 le titre de conseiller impérial.
Ackner meurt en 1862 à Hammersdorf (Gușterița en roumain), un village qui fait partie au XXIe siècle de Hermannstadt (Sibiu en roumain).
Sa collection d'antiquités est conservée au Kunsthistorisches Museum à Vienne ; ses collections minéralogiques et d'histoire naturelle, notamment de fossiles, sont acquises par le musée d'histoire naturelle de Sibiu.

## Œuvres
- Antiqua musei Parisiorum monumenta, Hermannstadt, 1809.
- En collaboration avec Johann Karl Schuller : Der Hermannstädter Stuhl im Großfürstenthum Siebenbürgen (Land der Sachsen), Vienne, H. F. Müller, 1840 Lire en ligne.
- Minéralogie Siebenbürgens mit geognostischen Andeutungen, Hermannstadt, Steinhaussen, 1847, 2 vol. Tome 1 en ligne ; Tome 2  en ligne ; réédition en 1855 Lire en ligne.
- « Fundgrube fossiler Ueberreste bei Hammersdorf », dans Verhandlungen und Mitteilungen des Siebenbiirgischen Vereins fur Naturwissenschaften zu Hermannstadt, vol. III, 1852, p. 6-111.
- « Beitrag zur Geognosie und Petrefaktenkunde des südöstlichen Siebenbürgens, vorzüglich der Schichten aus dem Bereich des Hermannstaedter Bassins », dans Nova acta Academiae Caesareae Leopoldino-Carolinae Germanicae Naturae Curiosorum, vol. 24, n° 8, 1854, p. 897–936.
- En collaboration avec Friedrich Müller : Die römischen Inschriften in Dacien, Vienne, Tendler, 1856 Lire en ligne.
- Die Colonien und militärischen Standlager der Römer in Dacien im heutigen Siebenbürgen, Vienne, Hof- und Staatsdruckerei, 1857.
- Die römischen Altertümer deutschen und Burgen dans Siebenbürgen mit einer Übersichtskarte, Vienne, Hof- und Staatsdruckerei, 1857.